# Krzęcin (gromada w powiecie choszczeńskim)
Krzęcin – dawna gromada, czyli najmniejsza jednostka podziału terytorialnego Polskiej Rzeczypospolitej Ludowej w latach 1954–1972.
Gromady, z gromadzkimi radami narodowymi (GRN) jako organami władzy najniższego stopnia na wsi, funkcjonowały od reformy reorganizującej administrację wiejską przeprowadzonej jesienią 1954 do momentu ich zniesienia z dniem 1 stycznia 1973, tym samym wypierając organizację gminną w latach 1954–1972.
Gromadę Krzęcin z siedzibą GRN w Krzęcinie utworzono – jako jedną z 8759 gromad na obszarze Polski – w powiecie choszczeńskim w woj. szczecińskim na mocy uchwały nr V/42/54 WRN w Szczecinie z dnia 5 października 1954. W skład jednostki weszły obszary dotychczasowych gromad Krzęcin, Objezierze, Słonice i Granowo (bez miejscowości Przybysław) ze zniesionej gminy Krzęcin w tymże powiecie. Dla gromady ustalono 20 członków gromadzkiej rady narodowej.
1 stycznia 1958 do gromady Krzęcin włączono obszar zniesionej gromady Żeńsko w tymże powiecie.
1 stycznia 1962 z gromady Krzęcin wyłączono miejscowości Sulechówek, Stary Klukom i Kleszczewo, włączając je do znoszonej  gromady Zamęcin  w tymże powiecie; do gromady Krzęcin włączono natomiast miejscowości Putno, Chłopowo, Bociniec, Sowiniec, Pluskocin, Ligwiąca i Przybysław ze zniesionej gromady Chłopowo w tymże powiecie.
Gromada przetrwała do końca 1972 roku, czyli do kolejnej reformy gminnej. 1 stycznia 1973 w powiecie choszczeńskim reaktywowano gminę Krzęcin.